# Triade (Philosophie)
Triade oder Trias (‚Dreiheit‘, von altgriechisch τριάς triás, Plural τριάδες triádes) ist ein Begriff aus der antiken griechischen Philosophie, der auch in modernen Systemen eine Rolle spielt. Er bezeichnet eine Gruppe von drei aufeinander bezogenen Elementen, die zusammen eine Einheit bilden. Als Fachausdruck wurde „Trias“ in der Antike erst im Neuplatonismus eingeführt, wobei die Neuplatoniker an ältere philosophische und religiöse Dreiheitskonzepte anknüpften. Triadisch denkende Neuplatoniker, vor allem der spätantike Philosoph Proklos, vertraten ein ontologisches Konzept, dem zufolge die Welt und das Denken von Dreiheiten strukturiert sind. Die neuplatonischen Triaden sind ihrer Natur nach überzeitliche Gegebenheiten, doch wird ein überzeitlicher Zusammenhang manchmal metaphorisch wie ein zeitlicher Ablauf mit drei aufeinanderfolgenden Phasen beschrieben. Im Sinne dieser Darstellungsweise wird die Trias in der Fachliteratur auch als „Dreischritt“ bezeichnet.
In der Neuzeit bestimmt triadisches Denken die Dialektik von Georg Wilhelm Friedrich Hegel, der auf die Triadenlehre des Proklos zurückgriff. In der Semiotik von Charles S. Peirce hat jedes Zeichen drei Aspekte, die logisch eine triadische Relation darstellen.

## Antike

### Vorsokratiker und Klassik
Schon bei den Pythagoreern, der von Pythagoras von Samos gegründeten religiös-philosophischen Schule, die vom 6. bis zum 4. Jahrhundert v. Chr. bestand, spielte in der Zahlenlehre die Drei eine bedeutende Rolle. Nach einer Mitteilung des Aristoteles lehrten die Pythagoreer, das „All“ und das „Alles“ werde durch die Dreizahl definiert: „Ende, Mitte und Anfang bilden die Zahl des Alls, nämlich die der Triade.“ Aristoteles knüpfte an seinen Bericht über die Auffassung der Pythagoreer eigene Überlegungen zur Dreizahl. Er wies auf die beträchtliche religiöse Bedeutung der Trias hin: „Deshalb haben wir diese Zahl der Natur entnommen, als ob sie eines von deren Gesetzen wäre, und bedienen uns ihrer bei der kultischen Verehrung der Götter.“ Auch im Sprachgebrauch meinte er ein Indiz für eine wichtige naturgegebene Funktion der Drei gefunden zu haben: Man nenne zwei Dinge „beides“ und zwei Menschen „beide“, aber nicht „alle“; die Bezeichnung „alle“ verwende man erst bei Dingen, die zumindest drei seien. So verfahre die Sprache, „weil die Natur selbst uns dazu veranlasst“. Außerdem stellte Aristoteles fest, auch in der Geometrie zeige sich die Sonderstellung der Drei, da die Welt dreidimensional sei; eine weitere Größe – eine vierte Dimension – gebe es nicht, „weil nämlich die Drei dem Alles entspricht und ‚dreimal’ soviel bedeutet wie ‚gänzlich’“. Daher sei von allen geometrischen Größen nur der Körper vollkommen, da nur er dreidimensional („durch die Dreizahl bestimmt“) sei. Im ersten Buch seiner Physik untersuchte Aristoteles die Frage, ob für die prozesshaften Naturgegenstände eine Zweiheit oder eine Dreiheit von Prinzipien anzusetzen sei. Er kam zum Ergebnis, zwar könne man je nach Betrachtungsweise jeden der beiden Ansätze für zutreffend halten, doch unter dem hier maßgeblichen Gesichtspunkt sei es notwendig, den beiden Gliedern eines Gegensatzpaars, die Prinzipien seien, ein drittes Moment hinzuzufügen, das ihnen zugrunde liegen müsse. Somit seien drei Prinzipien anzunehmen.
In der platonischen Akademie, der von Platon gegründeten Philosophenschule in Athen, wurde die Sonderstellung der Dreiheit schon früh thematisiert. Platons Schüler Xenokrates, der von 339/338 bis 314/313 v. Chr. Scholarch (Leiter) der Akademie war, hielt das Universum für triadisch gegliedert. Er lehrte, es gebe drei Arten von Sein (Ousia): die erste sei das Sein des sinnlich Wahrnehmbaren, die zweite das Sein des Intelligiblen (nur geistig Erfassbaren), die dritte sei aus der ersten und der zweiten zusammengesetzt. Das Intelligible sei wissenschaftlich erfassbar, das sinnlich Wahrnehmbare durch Wahrnehmung erfahrbar; das Gemischte sei der Gegenstand von Meinungen, die teils wahr und teils falsch seien.

### Mittelplatonismus
In der Zeit des Mittelplatonismus (1. Jahrhundert v. Chr. bis 3. Jahrhundert n. Chr.) wurde der Triadengedanke aufgegriffen. Im 1. Jahrhundert n. Chr. nahm der jüdische Platoniker Philon von Alexandria drei Schöpfungsakte an: die Erschaffung der intelligiblen Welt, die des sinnlich wahrnehmbaren Himmels und die der sublunaren (unterhalb der Mondsphäre befindlichen) Dinge einschließlich aller materiellen irdischen Objekte. Für die Erzeugung der intelligiblen Welt sei Gott selbst die unmittelbare Ursache, den Himmel habe er mittelbar durch seine Erzeugermacht hervorgebracht und den Bereich der materiellen Objekte ebenfalls mittelbar durch seine königliche Macht. Dabei nahm Philon auf die Dreiheitslehre der Pythagoreer Bezug. Auch der Mittelplatoniker Plutarch ging auf die Sonderstellung der Dreiheit ein. Er befand, die Dreizahl sei ihrem Wesen nach vollkommen. Sie sei die erste der ungeraden Zahlen (die 1 wurde damals in diese Klassifikation nicht einbezogen) und der Anfang der Vielheit. Sie enthalte „ineinander gemischt und zur Einheit verschmolzen die ersten Verschiedenheiten und die Elemente jeder weiteren Zahl“. Der im 2. Jahrhundert lebende Mittelplatoniker Numenios nahm drei Götter (oder anders betrachtet drei Aspekte der Gottheit) an. Den ersten, obersten Gott stellte er sich als nur seiend und nicht handelnd vor, ganz fern von der Materie, einfach und unbewegt. Dem höchsten Gott ist im System des Numenios der zweite untergeordnet, der Schöpfergott (Demiurg); er ist bewegt und bringt die Idee des Kosmos hervor. Auf ihn ist das Werden zurückzuführen, auf den ersten Gott das Sein. Indem der Demiurg nicht nur Intelligibles, sondern auch die sinnlich wahrnehmbare Welt erzeugt, ordnet und lenkt, also sich mit der Materie abgibt, erscheint er als dritter Gott. Auch der Mittelplatoniker und Neupythagoreer Nikomachos von Gerasa hat anscheinend eine triadische Struktur der Welt angenommen.

### Neuplatoniker und Kirchenschriftsteller
Schon Plotin (205–270), der Begründer des Neuplatonismus, und sein Schüler Porphyrios nahmen in ihren metaphysischen Modellen triadische Strukturen an. So brachte Plotin mit der Trias „Denkendes, Denken, Gedachtes“ oder „Intellekt (Nous), Denkakt, Denkobjekt“ die dynamische Einheit des Geistes zum Ausdruck. Eine systematisch ausgearbeitete Triadenlehre ist aber erst bei dem spätantiken Neuplatoniker Proklos († 485) fassbar. Proklos übte als langjähriger Leiter der Philosophenschule von Athen einen starken Einfluss auf die letzten paganen Denker der Antike aus. 
Den Ausgangspunkt bildete für Proklos die Auseinandersetzung mit einem im Neuplatonismus zentralen Problem: der Frage nach den Gründen dafür, dass in der Vielheit Einheit, in der Einheit Vielheit bestehen kann. Diese Gründe liegen nach der proklischen Theorie in der „triadischen Gestalt“ (schḗma triadikón) des Seienden. Das triadische Prinzip ermöglicht ein „Zugleich“ von Einheit und Unterschiedenheit, die Trias ist Einheit in der Differenz. Ihre Besonderheit besteht darin, dass sie in sich Einheit und Zweiheit umfasst und selbst die „Mischung“ (miktón) beider ist, womit das dritte Element hinzutritt. Bei den drei Elementen, die in einer Trias vereinigt sind, handelt es sich sowohl um drei Aspekte einer einzigen Realität als auch um drei Teile eines Verursachungsprozesses. Als Prinzip begründet die Trias alles Sein und damit auch alles Denken: Da alles Seiende triadisch strukturiert ist, muss sich auch die Bewegung des Denkens, das dem Sein nachgeht, triadisch vollziehen. Diese Struktur zeigt sich in einer Vielzahl von Triaden. Dreiheiten sind überall dort erkennbar, wo die Prinzipien der Identität und der Differenz zusammenwirken, wo sich Einheit entfaltet und damit Vielheit schafft und die Elemente der Vielheit zugleich in der Einheit gesammelt bleiben.
Eine der wichtigsten proklischen Triaden ist die Dreiheit „péras (Grenze, Abgrenzendes, Umschließendes), ápeiron (Unbegrenztes, Gestaltloses, Unbestimmtes), miktón (Mischung [von Begrenzung und Grenzenlosem])“. Das Prinzip der Unbestimmtheit ist zeugende und gebärende „Mächtigkeit“, es bringt Leben hervor; das Prinzip der Begrenzung konstituiert das „Etwas“ als solches, das Bestimmte, Abgegrenzte und damit Definierbare. Aus ihrem Zusammenwirken entsteht ein „Gemischtes“, das dritte Element der Trias, das Sein. So erklärt diese Trias die kausale, überzeitliche Erzeugung des Seins. Weitere Triaden sind „Seiendheit (Ousia), Selbigkeit, Andersheit“ und „Anfang, Mitte, Ende“. Von grundlegender Bedeutung ist die Trias „monḗ (Verweilen, Verharren), próodos (Hervorgang, Fortschreiten), epistrophḗ (Rückwendung, Rückkehr)“, in der Proklos den allen anderen Triaden innewohnenden und sie bewegenden Grund und das Strukturprinzip des Geistes und des Denkens sah.
Da im Christentum das Konzept der Dreifaltigkeit Gottes, die Trinitätslehre, eine zentrale Rolle spielt, war es für antike Kirchenschriftsteller naheliegend, das triadische Denken der paganen Philosophen für die Trinitätsspekulation fruchtbar zu machen. Schon bevor Proklos sein triadisches System entwickelte, hatten die Theologen Marius Victorinus und Augustinus, die stark vom Platonismus beeinflusst waren, in ihren Trinitätsspekulationen mit Triaden gearbeitet. So fasste Marius Victorinus Gott als Einheit der drei Wirkmächtigkeiten (potentiae) Sein, Leben und Denken auf, wobei er das Sein Gottvater, das Leben Jesus Christus und das Denken oder Erkennen dem Heiligen Geist zuordnete. Augustinus befasste sich mit weiteren Triaden („Erinnerung, Einsicht, Wille“, „Gemüt, Erkenntnis, Liebe“, „Sein, Erkennen, Wollen“). Er lehrte, die Trinität habe in jedem Teil der Schöpfung ihre „Spuren“ hinterlassen, doch würden die drei Erscheinungsformen der Gottheit, die in Gott eine unauflösbare Einheit bildeten, in den geschaffenen Dingen, in denen nur Abbilder der Dreifaltigkeit seien, trennbar. Die Vorstellung des Augustinus, es gebe in der Schöpfung „Spuren der Trinität“ (vestigia trinitatis), wirkte lange nach. Noch in der Renaissance bemühten sich Humanisten wie Marsilio Ficino und Giovanni Pico della Mirandola, in den Triaden paganer antiker Autoren Spuren der Trinität auszumachen.

## Moderne
Bei Immanuel Kant sind die vier Funktionen der Kategorien (Quantität, Qualität, Relation und Modalität) jeweils die Zusammenfassung einer Gruppe von drei Kategorien, bei denen sich jeweils der dritte Begriff aus den beiden ursprünglichen herausbildet, also z. B. aus der Einheit und der Vielheit leitet sich die Allheit ab. Auch die drei Grundfragen Kants bilden eine Dreiheit (Wissen, Ethik, Glaube) wie auch die regulativen Ideen (Welt, Seele, Gott bzw. Freiheit, Unsterblichkeit und Unendlichkeit). Schließlich findet sich in der Grundlegung zur Metaphysik der Sitten die Unterscheidung der  praktischen Handlungsregeln als Ausformung der Kategorie der Modalität in Imperative der Geschicklichkeit (Möglichkeit), der Klugheit (Wirklichkeit) sowie des kategorischen Imperativs (Notwendigkeit). Kant hat allerdings nie ein triadisches Prinzip gebildet.
Entsprechend hielt Hegel Kant vor, dass er die Dreiheit zwar verwendet, nicht aber deren Bedeutung als grundlegendes Prinzip erkannt habe. Die hegelsche Triade besteht in den Elementen Sein, Wesen und Begriff, die ihre Entsprechung in der Wissenschaft der Logik, der Naturphilosophie und der Phänomenologie des Geistes haben. Aus dem Begriff ergibt sich die Triade des subjektiven Begriffs, des Objekts und der Idee. Der subjektive Begriff unterteilt sich wieder in den Begriff als solchen, das Urteil und den Schluss. Dementsprechend ist das Werden das Dritte von Sein und Nichts, der Widerspruch das Dritte von Identität und Unterschied oder das Maß das Dritte von Qualität und Quantität. Dialektik ist für Hegel nicht nur bloße Methode, sondern ein die Wirklichkeit ausmachendes Prinzip, das zur Universalität der Bewegung aller Dinge führt.
Diese dialektische Struktur spiegelt sich in dem von Schelling eingeführten Schema von These, Antithese und Synthese wider, in dem die drei Momente Allgemeines, Besonderes und Einzelnes aufeinander bezogen werden. Zur Dreiheit bemerkte Schelling:
„In der neuesten Zeit, nachdem durch die Philosophie eine Dreiheit von Begriffen, gleichsam als notwendiger Typus der Vernunft, eingeführt worden [ist], sind philosophische Deduktionen der Dreieinigkeitslehre, fast könnte man sagen, Mode geworden.“
Die von Charles S. Peirce entwickelte Semiotik basiert auf der Triade von Objekt, Zeichen und Interpretant. Nach Peirce erfolgt das Denken ausschließlich in Zeichen, die zwischen dem Subjekt und dem Objekt vermitteln. Jedes Zeichen verfügt über die Grundkategorien Erstheit (Individualität an sich; Fühlen), Zweitheit (Differenz in Raum und Zeit; Wollen) sowie Drittheit (Relation zu einem Anderen; Denken). Auf dieser Grundlage entwickelte Peirce eine Zeichentheorie, die wieder von einer Struktur in Trichotomien ausging. Analog strukturierte Peirce auch den Wissenschaftsprozess in den Dreischritt von Abduktion, Deduktion und Induktion.
Eine systematische Dreiteilung findet sich auch in der Drei-Welten-Lehre.